# FIFA Soccer 96
FIFA Soccer 96 (conosciuto anche come FIFA 96: Virtual Soccer Stadium) è un videogioco di calcio sviluppato da Extended Play Productions e pubblicato da EA Sports nel 1995.
È stato il primo gioco della serie a sfruttare un motore grafico 3D in tempo reale, nonché il primo ad includere i nomi autentici dei calciatori.

## Campionati
In FIFA Soccer 96 sono presenti in tutto 245 squadre che si suddividono in:
- 11 campionati. Essi sono:
  -  Campeonato Brasileiro Série A
  -  Division 1
  -  Bundesliga
  -  FA Premier League
  -  Serie A
  -  M-League
  -  Eredivisie
  -  Scottish Premier Division
  -  Primera División
  -  American Professional Soccer League
  -  Allsvenskan
- 59 squadre nazionali
- 8 team fittizi (African All Stars, Asian All Stars, Dutch All Stars, English All Stars, European All Stars, International All Stars, Italian All Stars, Spanish All Stars)